# Centrosaurus
Centrosaurus („ještěr s rohem“) byl rod poměrně velkého ceratopsidního dinosaura, žijícího v období svrchní křídy (zhruba před 76 miliony let) na území dnešní kanadské provincie Alberta (souvrství Dinosaur Park).

## Popis
Centrosaurus byl v dospělosti asi 5,5 až 5,7 metru dlouhý a zhruba 2,3 až 2,5 tuny vážící býložravý ceratopsidní dinosaurus.
Centrosaurus měl poměrně krátký kostěný límec a jen jediný dlouhý roh, který se nacházel nad nosní částí lebky. Tento roh mu někdy mírně směřoval dopředu. V kostěném límci míval, podobně jako jiní ceratopsidi, dva otvory, které svrchu zčásti překrývaly dva přesahující kostěné výrůstky. Límec byl okolo lemován zvlněným okrajem. Nad očnicemi míval nízké kostěné růžky. Svého času byl Centrosaurus velmi hojným dinosaurem. Po krajině se potuloval ve velkých, až tisícihlavých stádech. Na kostrách centrosaura se zachovaly znaky pohlavního dimorfizmu - samci (jestli byly kosti danému pohlaví správně přiřazeny) měli vyšší lebku, delší límec a delší dopředu směřující roh. Hlavu měl spojenou s páteří kulovitým kloubním spojením, díky čemuž mohl rychle otáčet hlavou a namířit svůj roh proti útočníkovi. Objevy fosilních rýh po zubech tyranosauridů a dromeosauridů dokazují, že tito rohatí dinosauři se stávali jejich potravou a za potravu jim zřejmě posloužili i svými mršinami.

## Historie

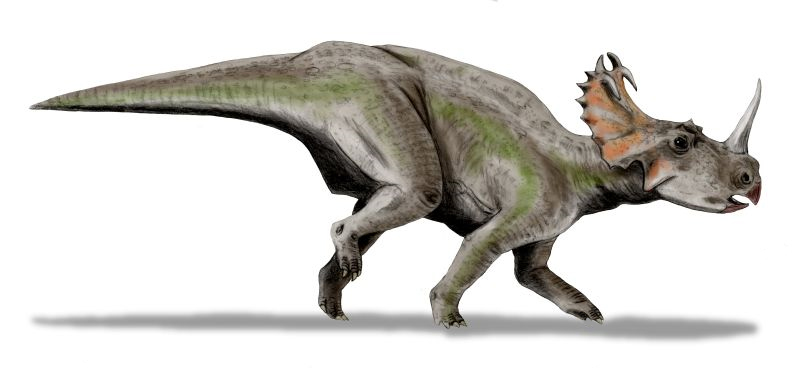
Centrosaurus - rekonstrukce vzezření.

Rod byl popsán v roce 1876 americkým paleontologem Edwardem Drinkerem Copem pod názvem Monoclonius („jediný roh“). Popis byl však založen na nekompletní lebce mláděte, proto o správnosti jména mělo mnoho vědců pochybnosti. V roce 1904 byl Monoclonius přejmenován Lawrencem Lambem na Centrosaurus apertus („ještěr s ostrou špicí“ nebo „ještěr s rohem“).
Některé druhy, původně popsané pod tímto rodem, byly později přeřazeny do vlastního rodu, což je případ druhu Coronosaurus brinkmani, stanoveného roku 2012 na základě fosilií lebky, objevených v souvrství Oldman.

## Hilda mega-bonebed
V roce 1959 bylo objeveno jedno z největších "pohřebišť" dinosaurů na světě v kanadské Albertě. Podle nedalekého městečka Hilda dostalo svůj název a v roce 2010 o něm byla publikována rozsáhlá vědecká zpráva. Zřejmě se jedná o místo akumulace kostí tisíců centrosaurů, které kdysi zahubily záplavy vyvolané ohromnou tropickou bouří. Naleziště má rozlohu přinejmenším 2,3 km² a patří k největším na světě.

## Měkké tkáně
V červnu roku 2019 byla publikována vědecká studie o výzkumu, který se zaměřil na hledání měkkých tkání a původních proteinů ve fosiliích centrosaurů. Žádné objeveny nebyly, ale výzkum potvrdil přítomnost kolonií recentních mikroorganismů ve fosilních kostech těchto dinosaurů. Jedná se o jeden z prvních přímých důkazů o osidlování zkamenělin současnými bakteriemi a dalšími mikroorganismy.
Další výzkum za pomoci mapování mikrobiálního genomu odhalil množství bakteriálních kmenů, které tyto fosilie obývají. Jedná se o zástupce skupin Actinobacteria, Proteobacteria, Nitrospira, Acidobacteria, Gemmatimonadetes a Chloroflexi, k tomu pak i zástupci archeí (kmen Thaumarchaeota).
V srpnu 2020 byla publikována studie o objevu zhoubného kostního nádoru (osteosarkomu) u centrosaura ze souvrství Dinosaur Park.

### Česká literatura
- SOCHA, Vladimír (2021). Dinosauři – rekordy a zajímavosti. Nakladatelství Kazda, Brno. ISBN 978-80-7670-033-8 (str. 148)